# TVP3 Lublin
TVP3 Lublin (Telewizja Polska SA Oddział w Lublinie, Telewizja Lublin, dawniej TVL, TVL3, TVP Lublin, potocznie lubelska Trójka) – oddział terenowy Telewizji Polskiej obejmujący zasięgiem województwo lubelskie z siedzibą główną w Lublinie oraz redakcjami terenowymi w Białej Podlaskiej i Zamościu. Lubelski ośrodek rozpoczął nadawanie odrębnego programu 17 stycznia 1992 roku. Sztandarowym programem TVP3 Lublin jest serwis informacyjny Panorama Lubelska.
Kanał TVP3 Lublin nadawany jest ramach niekodowanego (bezpłatnego w odbiorze) trzeciego multipleksu naziemnej telewizji cyfrowej (MUX 3). Dostępny jest również w sieciach kablowych oraz można oglądać go za darmo w Internecie za pośrednictwem takich serwisów jak TVP Stream, TVP VOD i TVP GO.

## Historia

### Lubelska redakcja telewizyjna
1 kwietnia 1982 roku po raz pierwszy redakcja lubelska zagościła na antenie II programu Telewizji Polskiej w ramach Telewizyjnego Kuriera Warszawskiego. Już 19 kwietnia tego samego roku uzyskała pewną samodzielność, emitując pierwsze wydanie Telewizyjnego Kuriera Województw. Początkowo raz w tygodniu, zaś od 15 lipca 1983 roku częstotliwość jego ukazywania się została zwiększona do dwóch wydań tygodniowo. W owym czasie kierownikiem redakcji był Tadeusz Chwałczyk. Grono „ludzi telewizji” było nad wyraz skromne, liczyło bowiem dwóch dziennikarzy: Marka Borowika i Jeremiego Karwowskiego oraz operatora kamery Marka Tarkę wraz z asystentem-dźwiękowcem Marianem Muszyńskim. Ze względu na brak jakiegokolwiek zaplecza technicznego montaż oraz emisja programów odbywała się w Warszawie. 12 stycznia 1985 roku w paśmie lokalnym TVP2 udostępnianym WOT na antenie pojawiła się Telewizyjna Panorama Lubelska – pierwszy program przygotowany nowoczesną techniką zapisu magnetycznego, całkowicie zrealizowany w Lublinie i wyemitowany z lubelskiego studia.

### Utworzenie ośrodka w Lublinie
Na początku 1992 roku powołano ośrodek Telewizji Polskiej w Lublinie, który jako drugi w Polsce podjął się nadawania programu lokalnego. Jego pierwszym dyrektorem został świeżo upieczony absolwent studiów reżyserskich – Olaf Olszewski. 1 stycznia 1992 roku nowo powstały lubelski ośrodek zaczął retransmitować zagraniczne kanały satelitarne – anglojęzyczny program Sky One oraz francuskojęzyczny TV5 z nadajnika przy ulicy Raabego, z którego dotąd transmitowano Dwójkę, natomiast 17 stycznia 1992 roku rozpoczął nadawanie własnego programu. W 1993 roku TV Lublin nadawała 4 godziny programu dziennie. W lubelskiej telewizji pracowało wówczas 22 dziennikarzy, dysponowano 58 metrowym studiem przerobionym ze studia radiowego, 3 kamerami Betacam i dostępem do czwartej, dwoma zestawami montażowymi oraz zbudowanym własnymi środkami zespołem emisyjnym. Powstało wtedy wiele ciekawych 20-30 minutowych audycji, m.in. Wokół Ludzkich Spraw, Album Lubelski, Babskie Gadanie, Koncert Życzeń, Telewizyjny Plac Zabaw, Sprawcy, motywy, ofiary, czy Zielono mi.

### TVL – Lubelska „Trójka”
Już w 1994 roku emisja programu wydłużyła się do 16 godzin dziennie i to bez retransmisji TV Polonia czy MTV pomimo skromnego zaplecza technicznego i ciężkich warunków pracy. W tym czasie ekipa TVL pracowała w budynku wynajętym od Radia Lublin. W połowie 1994 roku dyrektorem Trójki został Dobrosław Bagiński – artysta plastyk, absolwent PWSSP we Wrocławiu, który zaprojektował, używane przez następnych kilka lat, logo TVL – Telewizji Lublin. 5 września 1994 roku TVL wraz z pozostałymi ośrodkami TVP rozpoczęła emisję codziennego, początkowo prawie czterogodzinnego bloku wspólnych pasm programowo-reklamowych o charakterze ogólnopolskim pod nazwą TVP Regionalna.
1 grudnia 1994 roku powstała Lubelska TeleGazeta – lokalne wydanie teletekstu, emitowane wraz z programem Telewizji Lublin. Już latem następnego roku LTG osiągnęła objętość 700 stron, dostarczając widzom TVL3 dokładnych opisów propozycji programowych oraz rozbudowany serwis informacyjny z Lublina i Regionu, natomiast w grudniu 1995 roku osiągnęła już 900 stron. W 1996 roku Lubelska TeleGazeta uzyskała nowoczesny sprzęt do emisji lokalnego wydania teletekstu – generator produkcji niemieckiej firmy F. A. Bernhardt GmbH., stosowany wówczas przez europejskie stacje telewizyjne. Zagwarantował on bezbłędną emisję tysiąca dwustu stron, zwiększyła się też szybkość wybierania żądanych numerów oraz niezawodność działania i komfort odbioru.
W 1995 roku rozpoczęto budowę nowej siedziby wraz z trzema studiami: 300 m², 60 m² i 30 m², a w grudniu tego samego roku OTV Lublin otrzymał nowoczesny wóz transmisyjny (Avexco, Mercedes). Wiosną 1998 roku zakończyły się ogólne prace budowlane, zaś 24 kwietnia 1998 roku odbyło się uroczyste przekazanie budynku. W maju 1998 roku rozpoczął się ostatni etap prac: kosmetyka wnętrz, prace instalacyjne i montowanie sprzętu. Zasiedlenie budynku rozpoczęło się w sierpniu 1998 roku, a pierwsze programy zaczęły powstawać z początkiem 1999 roku.
Telewizja Lublin, dzięki pozwoleniom na dostęp do nowych częstotliwości, rozpoczęła wiosną 1997 roku montaż nowych nadajników i anten nadawczych, co radykalnie zwiększyło jej zasięg na w pełni regionalny. Od czerwca 1997 roku TVL nadawała swój program dzięki nowej antenie pracującej na silniejszym nadajniku z Bożego Daru na kanale 39 obejmując swym zasięgiem całe województwo lubelskie i część województw sąsiednich.

### Telewizja Lublin w XXI wieku
3 marca 2002 roku program lubelskiego ośrodka rozpoczął nadawanie w ramach pasm lokalnych stacji informacyjno-regionalnej TVP3 jako TVP3 Lublin. 7 marca 2003 roku TVP3 Lublin zmieniła logo i oprawę graficzną tak jak pozostałe programy Telewizji Polskiej. 6 października 2007 roku lubelski program zmienił nazwę na TVP Lublin i nadawał do 31 sierpnia 2013 roku w ramach pasm lokalnych TVP Info. 30 grudnia 2010 roku program lokalny Telewizji Lublin ostatni raz był retransmitowany na antenie Dwójki. 29 kwietnia 2011 roku uruchomiono nadajnik MUX 3 z programem TVP Lublin z obiektu RTON Lublin/Raabego. Od 21 marca 2011 roku Telewizja Lublin nadaje w formacie panoramicznym 16:9. Program TVP Lublin był dostępny w MUX 3 jako druga wersja regionalna TVP Info z nadajnika RTON Rzeszów/Baranówka od 30 sierpnia 2011 roku do 1 czerwca 2012 roku. Od 25 lutego 2013 roku lubelski program regionalny można oglądać bezpłatnie w Internecie dzięki stronie internetowej i aplikacji TVP Stream. 17 czerwca 2013 roku wyłączono nadajniki analogowe TVP Lublin; tego samego dnia rozpoczęto nadawanie w trzecim multipleksie naziemnej telewizji cyfrowej (MUX 3). Od 1 września 2013 roku do 2 stycznia 2016 roku program TVP Lublin był nadawany w TVP Regionalna.
2 stycznia 2016 roku ośrodek w Lublinie powrócił do wcześniejszej nazwy TVP3 Lublin. Od 14 lutego 2022 roku TVP3 Lublin można oglądać bezpłatnie dzięki aplikacji TVP GO dostępnej na systemach iOS i Android. 28 lutego 2022 roku lubelski ośrodek TVP otrzymał nowy wóz transmisyjny w technologii HD z możliwością szybkiej przebudowy do jakości 4K. W wozie znajdują się dwa stanowiska powtórkowe, najnowszy mikser wizji Sony, zaawansowany mikser audio (pozwalający m.in. obsługiwać dźwięk przestrzenny), zabezpieczenie systemów pozwalające działać nawet w przypadku awarii. Podobne wozy otrzymały również ośrodki w Gdańsku i Poznaniu, a ich połączenie w jedną całość daje możliwość realizacji wydarzeń nawet na 36 kamer jednocześnie. 27 czerwca 2022 roku ze względu na zmianę standardu nadawania na DVB-T2/HEVC (nie dotyczyło to MUX 3 i MUX 8) oraz tzw. refarming, czyli zwolnienie kanałów telewizyjnych w paśmie 700 MHz na potrzeby telefonii komórkowej w województwie lubelskim, uruchomiono sześć nowych nadajników oraz zwiększono moc emisji z dotychczasowych obiektów. 19 grudnia 2023 roku program TVP3 Lublin rozpoczął nadawanie w jakości HD.

## Nadajniki naziemne TVP3 Lublin

### Nadajniki analogowe wyłączone 17 czerwca 2013 roku
Telewizja Lublin swoim zasięgiem obejmowała byłe województwa lubelskie, chełmskie, zamojskie, a także części województwa m.in. bialskopodlaskiego, tarnobrzeskiego, radomskiego i przemyskiego.
| Typ obiektu | Nazwa obiektu             | Częstotliwość (MHz) | Kanał | Charakterystyka promieniowania | Polaryzacja | Moc (kW) | Data uruchomienia nadajnika | Data wyłączenia nadajnika |
| ----------- | ------------------------- | ------------------- | ----- | ------------------------------ | ----------- | -------- | --------------------------- | ------------------------- |
| RTCN        | Lublin/Boży Dar           | 615,25 MHz          | 39    | dookólna (ND)                  | pozioma (H) | 100 kW   | czerwiec 1997               | 17 czerwca 2013           |
| RTCN        | Dęblin/Ryki               | 623,25 MHz          | 40    | dookólna (ND)                  | pozioma (H) | 6,4 kW   | po 1997 roku                | 17 czerwca 2013           |
| RTON        | Biała Podlaska/Warszawska | 767,25 MHz          | 58    | dookólna (ND)                  | pozioma (H) | 1 kW     | 18 sierpnia 2006            | 17 czerwca 2013           |
| SLR         | Kazimierz Dolny/Góry I    | 687,25 MHz          | 48    | dookólna (ND)                  | pozioma (H) | 0,1 kW   | po 1997 roku                | 17 czerwca 2013           |

Nadajniki TVP2 z wejściami lokalnymi TV Lublin (do 2010 roku)
| Typ obiektu | Nazwa obiektu     | Częstotliwość (MHz) | Kanał | Charakterystyka promieniowania | Polaryzacja | Moc (kW) | Data wyłączenia nadajnika |
| ----------- | ----------------- | ------------------- | ----- | ------------------------------ | ----------- | -------- | ------------------------- |
| RTCN        | Lublin/Piaski     | 487,25 MHz          | 23    | dookólna (ND)                  | pozioma (H) | 500 kW   | 17 czerwca 2013           |
| RTCN        | Zamość/Tarnawatka | 591,25 MHz          | 36    | dookólna (ND)                  | pozioma (H) | 300 kW   | 17 czerwca 2013           |
| RTCN        | Dęblin/Ryki       | 639,25 MHz          | 42    | dookólna (ND)                  | pozioma (H) | 200 kW   | 17 czerwca 2013           |

Opracowano na podstawie materiału źródłowego.

### Nadajniki cyfrowe DVB-T2MUX 3
Wszystkie nadajniki są położone w województwie lubelskim z wyjątkiem nadajnika RTCN Łosice, który znajduje się w województwie mazowieckim. 27 czerwca 2022 roku ze względu na zmianę standardu nadawania na DVB-T2/HEVC w województwach lubelskim, mazowieckim, podlaskim i warmińsko-mazurskim (nie dotyczyło to MUX 3 i MUX 8) oraz tzw. refarming, czyli zwolnienie kanałów telewizyjnych na potrzeby telefonii komórkowej, niektóre emisje przeniesiono na nowe częstotliwości, uruchomiono nowe albo zwiększono moc emisji z dotychczasowych nadajników. 19 grudnia 2023 roku zmieniono standard nadawania nadajników MUX 3 na DVB-T2/HEVC.
| Typ obiektu | Nazwa obiektu                 | Częstotliwość (MHz) | Kanał | Charakterystyka promieniowania | Polaryzacja | Moc (kW) | Data uruchomienia nadajnika |
| ----------- | ----------------------------- | ------------------- | ----- | ------------------------------ | ----------- | -------- | --------------------------- |
| RTCN        | Lublin/Piaski                 | 490 MHz             | 23    | dookólna (ND)                  | pozioma (H) | 110 kW   | 17 czerwca 2013             |
| RTCN        | Siedlce/Łosice                | 570 MHz             | 33    | dookólna (ND)                  | pozioma (H) | 50 kW    | 17 czerwca 2013             |
| RTCN        | Zamość/Tarnawatka             | 594 MHz             | 36    | dookólna (ND)                  | pozioma (H) | 50 kW    | 17 czerwca 2013             |
| RTCN        | Lublin/Boży Dar               | 490 MHz             | 23    | dookólna (ND)                  | pozioma (H) | 25 kW    | 28 kwietnia 2014            |
| RTCN        | Dęblin/Ryki                   | 570 MHz             | 33    | dookólna (ND)                  | pozioma (H) | 25 kW    | 17 czerwca 2013             |
| TON         | Dubica Dolna                  | 570 MHz             | 33    | dookólna (ND)                  | pozioma (H) | 15 kW    | 27 czerwca 2022             |
| TON         | Celiny Szlacheckie            | 570 MHz             | 33    | dookólna (ND)                  | pozioma (H) | 11,5 kW  | 27 czerwca 2022             |
| RON         | Hrubieszów                    | 594 MHz             | 36    | kierunkowa (D)                 | pozioma (H) | 8 kW     | 27 czerwca 2022             |
| TON         | Cegielnia-Markowicze          | 594 MHz             | 36    | kierunkowa (D)                 | pozioma (H) | 5 kW     | 27 czerwca 2022             |
| SLR         | Kazimierz Dolny/Góry I        | 490 MHz             | 23    | kierunkowa (D)                 | pozioma (H) | 4 kW     | 17 czerwca 2013             |
| TON         | Dobryń Duży                   | 570 MHz             | 33    | kierunkowa (D)                 | pozioma (H) | 2 kW     | 27 czerwca 2022             |
| RTON        | Lublin/Raabego                | 490 MHz             | 23    | dookólna (ND)                  | pozioma (H) | 0,8 kW   | 29 kwietnia 2011            |
| SLR         | Włodawa/ul. Żołnierzy WiN 22a | 490 MHz             | 23    | kierunkowa (D)                 | pozioma (H) | 0,3 kW   | 27 czerwca 2022             |
| TSR         | Kraśnik/Lubelska              | 490 MHz             | 23    | dookólna (ND)                  | pozioma (H) | 0,057 kW | 17 czerwca 2013             |

Wyłączone nadajniki cyfrowe DVB-T MUX 3
| Typ obiektu | Nazwa obiektu      | Częstotliwość (MHz) | Kanał | Charakterystyka promieniowania | Polaryzacja | Moc (kW) | Data uruchomienia nadajnika | Data wyłączenia nadajnika |
| ----------- | ------------------ | ------------------- | ----- | ------------------------------ | ----------- | -------- | --------------------------- | ------------------------- |
| RTCN        | Leżajsk/Giedlarowa | 594 MHz             | 36    | dookólna (ND)                  | pozioma (H) | 15 kW    | 28 kwietnia 2014            | 27 czerwca 2022           |

Opracowano na podstawie materiału źródłowego

## Programy TVP3 Lublin

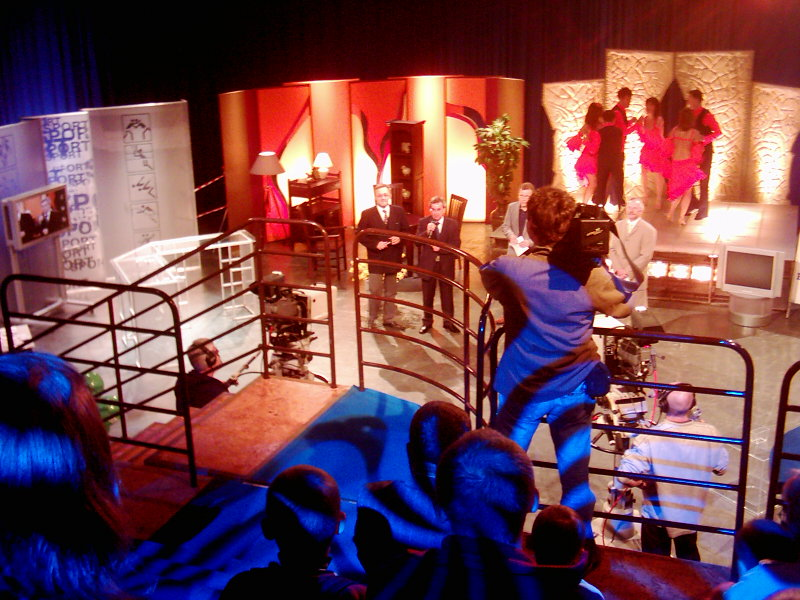
TVP3 Lublin zapewnia zaplecze medialne oraz oprawę wielu festiwali lubelskich

Ramówka obejmuje m.in. programy informacyjne z regionu, publicystyczne, przyrodnicze, reportaże, transmisje z mszy świętych, transmisje sportowe oraz relacje z koncertów, spektakli i wystaw.

### Programy własne (stan na wiosnę 2022)
Programy informacyjne
- Panorama Lubelska (od 1985 roku) – program informacyjny z Lublina i regionu
- Pogoda – prognoza pogody
- Tydzień w Panoramie Lubelskiej po ukraińsku (od 2022 roku)

Programy publicystyczne
- Poranek między Wisłą a Bugiem (od 2019 roku) – codzienny program poranny emitowany od poniedziałku do piątku
- Tu i Teraz – Widzę, słucham i pytam (od 2016 roku) – debata publicystyczna z udziałem polityków, ekspertów i publiczności na ważne tematy społeczne i polityczne
- To nas dotyczy (od 2016 roku)
- Samorząd – mój, twój, nasz… (od 2018 roku) – cykliczny program poświęcony tematyce samorządowej
- Tydzień między nami (od 2018 roku) – to program publicystyczny, podczas którego parlamentarzyści z województwa lubelskiego, w programie na żywo omawiać będą wybrane wydarzenia minionego tygodnia.

Reportaże
- Reportaże kresowe (od 2021 roku)
- Zdarzenia, magazyn reporterów (od 2014 roku) – cykliczny program społeczno-interwencyjny
- Reportaż na deser (od 2019 roku)

Społeczeństwo
- W celowniku (od 2019 roku) – magazyn śledczy
- Małe dzieci Młodzi rodzice (od 2020 roku)
- Pora Seniora (od 2019 roku)
- Powiat łęczyński w obiektywie (od 2021 roku)
- Przepis na dobrą rodzinę (od 2019 roku)
- Słonik Nadziei – program wspiera oddziały dziecięce szpitali Lubelszczyzny. Pomaga uczestnikom warsztatów terapii zajęciowej i przedszkolnym oddziałom integracyjnym oraz spełniać marzenia ciężko chorych dzieci.
- Via Carpatia – droga życia i rozwoju (od 2019 roku)

Kultura i sztuka
- Afisz – magazyn kulturalny – magazyn kulturalny o charakterze telewizyjno-filmowym
- Skarbiec sztuki Lubelszczyzny (od 2021 roku) – program o zabytkach Lubelszczyzny
- RobertTeka (od 2021 roku) – program muzyczny Roberta Goneta
- Stop! Kultura (od 2015 roku) – program Anny Dudy
- Zobacz, co słychać – informacje kulturalne

Nauka i edukacja
- Login: Nauka (od 2014 roku) – program o nauce, naukowcach i uczelniach Lubelszczyzny
- Polacy na ratunek Żydom (od 2018 roku) – cykl poświęcony Tym, którzy z narażeniem życia pomagali przetrwać ludności żydowskiej

Sport
- Magazyn Sportowy
- Sport – informacje sportowe

Wypoczynek i rekreacja
- Wiosna z TVP3 Lublin
- Jedz na zdrowie (od 2019 roku) – porady, przepisy, zdrowy tryb życia
- Niezwykłe historie z pocztówek (od 2021 roku)
- Design i ty (od 2020 roku)
- Moda na styl (od 2019 roku)
- Szlachetne zdrowie (od 2016 roku)
- Zdrowie w twoich rękach (od 2016 roku) – rozmowy o profilaktyce zdrowotnej. Program powstaje we współpracy z NFZ.

Rolnictwo i wieś
- Leśny kalejdoskop (od 2018 roku)
- Lubelska Agro Wiosna/Jesień/Zima, Agrowieści na lato (od 2018 roku)
- Agrowieści – magazyn rolniczy

Religia
- Klucze wiary (od 2018 roku) – porusza aktualne zagadnienia i problemy życia religijnego, społecznego, kulturowego i politycznego w oparciu o fragment Słowa Bożego, zaplanowanego na zbliżającą się niedzielę
- Essa (od 2021 roku) – program powstaje we współpracy ze środowiskiem młodzieżowym Archidiecezji Lubelskiej

Inne
- Co na obiad? (od 2019 roku) – minimagazyn kulinarny, emitowany w dni robocze o godzinie 8:00 (w ramach pasma Między Wisłą a Bugiem)
- Ukraina – wojna, uchodźcy, pomoc (od 2022 roku)
- Szlakiem lubelskich sztetli (od 2022 roku)

### Programy nieemitowane w TVP3 Lublin (niepełna lista)
- Przeglądarka Kulturalna
- Magazyn weekendowy
- Parlamentarne Debaty
- Gość Trójki
- Gość Panoramy
- Tygiel Polityczny
- Z Archiwum IPN – magazyn historyczny
- Potrafisz – program o aktywności osób niepełnosprawnych
- Dbaj o zdrowie – magazyn medyczny
- Podaruj sobie czas – magazyn medyczny
- Wieszak – magazyn mody
- Akademia Domu i Wnętrza – magazyn wnętrzarski
- Po pierwsze pomagać – cykl dokumentalno-społeczny
- Bo byłem przybyszem... – cykl reportaży
- Nowiny – magazyn mniejszości ukraińskiej
- Rozmówki Wschodniograniczne – magazyn mniejszości ukraińskiej
- Dziedzictwo – religijno-geograficzny
- Telewizyjny Koncert Życzeń (do 2018 roku) – program muzyczny
- Niedziela będzie dla Was – program poradnikowo-kulturalno-rozrywkowy na żywo
- Strefa Zgniotu – magazyn motoryzacyjny
- Raport drogowy – informator o sytuacjach na drogach Lubelszczyzny

Opracowano na podstawie materiału źródłowego

### Programy TVP3 Lublin na antenach ogólnopolskich (niepełna lista)
Telewizja Lublin jest współproducentem programów TVP, głównie teleturniejów (m.in. Kochamy polskie komedie, Jeden z dziesięciu). Specjalnością oddziału w latach 90. była produkcja filmów dokumentalnych i reportaży, zwłaszcza o tematyce historycznej, które często emitowane były w paśmie TV Edukacyjnej nadawanej w Jedynce.
- Jeden z dziesięciu (od 2002 roku) – teleturniej (TVP2, a od 2018 roku w TVP1)
- Kochamy polskie seriale (2000-2004) – teleturniej (TVP1)
- Kochamy polskie komedie (2004-2006) – teleturniej (TVP1)
- Tylko Ty! (2014) – teleturniej (TVP2)
- Wiadomości Polonijne (TVP Polonia)
- Kraj (TVP1)
- Kronika Kryminalna Jedynki (1998-2003) – program publicystyczny (TVP1)
- Było, nie minęło (od 2004 roku) – program telewizyjny o tematyce historyczno-eksploracyjnej (TVP3, TVP Historia)
- Pytając o Boga – magazyn katolicko-filozoficzny (TVP2)
- Piosenka u Ciebie (2020-2022) – historie związane z piosenką (TVP3)[37]
- Piosenka dla Ciebie (od 2018 roku) – koncert życzeń (TVP3)[38]

## Logo
| Okres obowiązywania               | Opis | Ilustracja |
| --------------------------------- | --- | ---------- |
| 17 stycznia 1992 – 1994           | Pięć żółtych trapezów tworzą łączące się litery T i L. Nad nimi napis Telewizja Lublin. |            |
| 1994 – jesień 2000                | Cztery ciemnoniebieskie trapezy z zaokrąglonymi rogami tworzą łączące się litery T i L. Logo zaprojektował Dobrosław Bagiński.                                                                                      |            |
| jesień 2000 – 2001                | Po lewej stronie paski w barwach ówczesnej TVP. Obok obowiązujące w tamtym czasie logo nadawcy. Po prawej stronie cyfra 3. Paski z cyfrą 3 są połączone „łyżwą” nad której dolną częścią znajduje się napis Lublin. |            |
| 2001 – 6 marca 2003               | Logo podobne do poprzedniego, z tym że usunięto z niego „łyżwę” i rozszerzono napis Lublin. |            |
| 7 marca 2003 – 30 listopada 2007  | Nowe logo TVP, po prawej stronie cyfra 3, poniżej napis Lublin, wszystko w kolorze zielonym. Na ekranie logo krystaliczne (od 6 października do 30 listopada 2007 bez cyfry 3).                                     |            |
| 1 grudnia 2007 – 31 sierpnia 2013 | Logo podobne do TVP Info – zamiast napisu INFO jest napis Lublin. |            |
| 1 września 2013 – 1 stycznia 2016 | Białe logo TVP, poniżej napis Lublin; wszystko na zielonym tle. Logo występuje także w odwrotnej wersji kolorystycznej.                                                                                             |            |
| od 2 stycznia 2016 roku           | Na granatowym tle logo TVP3, pod spodem napis Lublin. Od 18 grudnia 2023 roku logo na ekranie jest mniejsze. |            |

## Dyrektorzy TVP3 Lublin
| okres pełnienia funkcji | okres pełnienia funkcji | imię i nazwisko                 |
| od                      | do                      | imię i nazwisko                 |
| ----------------------- | ----------------------- | ------------------------------- |
| styczeń 1992            | połowa 1994             | Olaf Olszewski                  |
| połowa 1994             | październik 1998        | Dobrosław Bagiński              |
| październik 1998        | maj 2000                | Andrzej Maciejewski             |
| maj 2000                | listopad 2006           | Tadeusz Doroszuk                |
| listopad 2006           | 9 lutego 2009           | Tomasz Rakowski                 |
| 10 lutego 2009          | 5 lipca 2009            | Dariusz Sienkiewicz             |
| 6 lipca 2009            | 24 sierpnia 2009        | Andrzej Baryła (p.o. dyrektora) |
| 25 sierpnia 2009        | 11 października 2009    | Robert Głowacki                 |
| 12 października 2009    | 11 stycznia 2010        | Dariusz Sienkiewicz             |
| 12 stycznia 2010        | 3 marca 2016            | Tomasz Rakowski                 |
| 4 marca 2016            | 3 stycznia 2024         | Ryszard Montusiewicz            |
| 3 stycznia 2024         | 9 maja 2024             | Dorota Grabowska                |
| 9 maja 2024             |                         | Piotr Adamczuk                  |

Opracowano na podstawie materiału źródłowego